# 秋之回憶：從今以後again
《秋之回憶～從今以後again～》（Memories Off ～それから again～）是日本遊戲廠商KID公司於2006年3月23日發售，執行於PlayStation 2上的戀愛冒險遊戲。本遊戲為同系列《秋之回憶：從今以後》的續篇。
台灣由光譜資訊代理，中国大陆地区则由娱乐通代理。

## 劇情簡介
作為秋之回憶第四代的外傳，該遊戲以正傳其中三位女主角（陵祈、花祭果凜、藤原雅）各自的完美結局（True Ending）作為前提，提供了三個彼此獨立的後續故事。如果沒有玩過正傳，玩家可能對外傳的劇情無法充分理解。
因為稻穗信去旅遊的關係，所以秋之回憶四的外傳沒有稻穗信出場（目前也只有這部沒有稻穗信）。
關於本作的劇情簡介，請在參考正傳的所屬詞條之後（或者自己已經對正傳劇情有全面、具體的了解之後）接著往下看：
陵祈「FEELING AFFECTION」
劇情續接正傳的陵祈線的 True Story，
一蹴早已接受陵祈「不是自己兒時誤以為是小翼的那個女孩」的事實，
於此同時，經過反省後，一蹴發現自己和陵祈交往三年所培養的對祈的感情其實是完全獨立且真實存在的，
於是，抱著對小翼贖罪和對祈的期盼的心情，一蹴一鼓作氣修好教堂，天天等待著陵祈回來。
陵祈回國，一蹴和陵祈重新走到一起，外傳劇情開始：
二人都開始重新備考高等院校，彼此在學業和生活等方面互相幫忙，但是一蹴卻仍舊沒想好自己將來該怎麼辦。
恰逢此時，一蹴的養父母將他們為一蹴積攢多年的存款交給一蹴，一蹴終於發現自己在養父母心中的沉重的分量。
於是，怎麼規劃這筆存款的用途，成為一蹴和陵祈的新的話題。
二人探訪正午兒童樂園之後，陵祈對自己的未來有了初步的設想，而他們二人對院內的孩子們的認識卻又啟發了一蹴。
最終，一蹴最終找到自己的人生目標，這個目標沒有讓她的養父母失望，而且和陵祈的人生目標相輔相成。
於是，二人就這樣一起走了下去...
藤原雅「剛好要追求的那種風雅」
劇情續接正傳的藤原雅線的True Ending，
藤原雅和一蹴逃離畢業典禮的會場之後決定私奔到雅的娘家親戚所在的地方。
之後，為了自力更生，一蹴和藤原雅都在鍛鍊著自己的能力，消化著長輩們的智慧，並對未來的共同生活充滿著期待。
該路線最後有兩個結局，差異只有「是否入贅」，二人最終成家生子。
花祭果凜「BIRTHDAY & SPLASH」
劇情續接正傳的花祭果凜線的True Ending，
因為鷺澤夫婦要帶著緣搬回本家去住，於是一蹴就搬回到鷺澤夫婦在浜咲的家，
同時辭去在「NARAZU~YA」的工作，供職於某搬家公司。
於此同時，他和果凜的戀愛仍舊穩步地進行著。
但是，被果凜視為兄長的青梅竹馬：吉祥寺隼人，卻突然從海外回國。
對果凜非常關心的隼人不太放心將果凜就這麼託付給一蹴，於是便有了一系列小事件。
但是，到了果凜生日的那天，一蹴贏得隼人的信任，也進而獲得果凜父母的信任，並和果凜在五年後成婚。

## 登場角色

### 陵祈「FEELING AFFECTION」
鷺澤一蹴
「FEELING AFFECTION」的男主角、第一人稱視角，浜咲學園三年級覆讀學生，已經自「NARAZU~YA」辭職。
雖身為鷺澤家的養子，卻一直被鷺澤夫婦當作親生長子疼愛著，而他自己最近才剛剛認識到這一點。
自高一起被陵祈告白之後便一直交往到現在，前不久遇到很大的波折，但是最近又復合了。
聽到祈的琴聲總會睡著；有喜歡玩弄女友和小孩子頭髮的癖好。
陵祈（配音員：小林沙苗） ，8月21日出生。
「FEELING AFFECTION」的女主角，一蹴在「FEELING AFFECTION」劇情線內的女友，浜咲學園三年級覆讀學生。
曾經為了保護一蹴而突然提出分手，但是那場風波已經結束，二人的戀愛重新開始。
對料理跟猜謎也十分有興趣，手藝非常讚。最近的她正在逐步努力克服自己睡懶覺的毛病。
之前曾聽過白河螢學姊強大感染力的鋼琴演奏，於是便渴望擁有這種能力...
進而決定學習鋼琴至今，期間突然放棄卻又重新拾起。
市子（配音員：吉田真弓）
在真午孤兒院內生活的小女孩，扮演著大姐頭的角色，目前整個園內除了她以外都是男孩子…
雖然很要強，但是也有和她年齡相符的一面孤寂。
鷺澤緣（配音員：成田紗矢香），3月2日出生。
綽號「無尾熊」，一蹴的妹妹，已經知道自己和一蹴沒有血緣關係，並開始不再黏著一蹴；
頭腦清晰、成績優秀、喜歡耍寶，和自己的愛貓「梅莉莎」關係很好，喜歡收集和貓咪有關的商品；
曾經多次嘗試自己親自下廚，卻每次都是把廚房搞得一團糟，後來也從陵祈那裡學了兩手。
力丸紗代里（配音員：小林由美子），1月1日出生。
緣的同班同學與好友，出生於一個販魚的家庭。
因為身材看上去十分墩實，講話十分爺氣，加上自己那非常男人氣質的姓氏...
於是很少對別人提起自己的姓氏（對外保密），只跟別人說自己叫紗代玲（さよりん、Sayorin)。
鷺澤衛（配音員：間島淳司）
一蹴的養父。啤酒公司員工，本身對啤酒也有嗜好，但最近對業餘木工又產生興趣。
在公司有的位又能幹，在家中也是襯職的父親角色兼丈夫角色。
一蹴的親生父母生前和他關係不錯。
這幾年來和自己的妻子共同攢了一筆錢，留做一蹴的將來所需，而且最近這筆錢移交到一蹴手上。
鷺澤朋美（配音員：宮川美保）
一蹴的養母，烹飪技術相當不錯，貌似打算把自己的一身家政技術全部傳授給緣。

### 藤原雅「剛好要追求的那種風雅」
鷺澤一蹴
「剛好要追求的那種風雅」的男主角、第一人稱視角，浜咲學園三年級畢業學生，目前在柏崎正巳的旅店內打工。
和藤原雅私奔到初瀨已經有一段時間了，和養父母聯絡甚少。
藤原雅（配音員：嘉數由美） ，4月6日出生。
「剛好要追求的那種風雅」的女主角，一蹴的同班同學、浜咲學生會長，和木瀨步的誤會已經解除。
因為不希望被老當家母(自己的祖母)強行安排婚姻的緣故，和一蹴成了偽裝的戀人，卻在此期間喜歡上了一蹴。
之後，因為突發的事件，以為一蹴和陵祈複合，於是決定放棄逃離世家命運。
但是，在木瀨步等薙刀部社員的協助之下，一蹴在畢業典禮那天當眾向藤原雅表白，並和雅一同逃離會場。
現在正在自己的二姨媽家裡努力學習和服設計。
柏崎正巳（配音員：西垣俊作）
藤原雅的舅父，早年喪妻，目前經營著一家旅店，為人憨厚、樂觀、誠懇。
此前跟自己的妻子學過廚藝，現在每天都會抽時間到廚房露一手。
在和自己的妹妹有意見衝突的時候始終會處於弱勢。
柏崎遠子（又譯「戶緒子」）（配音員：上原沙也加）
藤原雅的二姨媽，主修和服設計，經營著一家染坊，在當地小有名氣。
柏崎婆婆（配音員：山口茜）
正巳、遠子的母親，也是藤原雅的外婆。
雖然性格溫和，但是對惡事始終是零容忍的態度，自己的三個孩子也都培養得很出色。
目前處於深居簡出的狀態，曾被一蹴誤以為是「座敷童」。
之前該人物在日文的WIKIPEDIA的介紹有著嚴重的輩份錯誤，現已糾正。正確的資訊來源於該遊戲的PSP版裡面的ENCYCLOPEDIA。
藤原美智子
藤原家的老當家母（藤原雅的祖母），腦子已經被世家門弟等習俗夾壞，
為了讓整個藤原家將傳統良莠不分地繼承下來而不惜泯滅人性。

### 花祭果凜「BIRTHDAY & SPLASH」
鷺澤一蹴
「BIRTHDAY & SPLASH」的男主角、第一人稱視角，浜咲學園畢業生。
因為養父母因故帶著緣搬到本家去住的原因，自己被養父請回他們在浜咲的家裡入住。
已經自「NARAZU~YA」辭職，目前和熊谷供職於一家搬家公司。
和果凜的戀愛關係穩步進行中。
花祭果凛（配音員：榎本溫子），7月13日出生。
「BIRTHDAY & SPLASH」的女主角，一蹴在「BIRTHDAY & SPLASH」劇情線內的女友。
是能讓人第一眼看上去平易近人、一身淑女氣質、卻很難被看出天真內心的富家少女。
於浜咲學園畢業，在青峯大學就讀，同時也不只是模特兒…還開始準備出演影視作品。
和黑須彼方以及小野（這兩個人的介紹詳見下文）的關係很要好。
此前因為和一蹴聚會的關係，經常和彼方去小野和一蹴打工的餐館「NARAZU~YA」閒坐一下，
不過最近因為小野來到她家打工，加上一蹴從「NARAZU~YA」辭職，所以她們三個人的聚會場所反而移到了她家的後陽台。
和一蹴的感情穩步進行中。
爺（配音員：森田成一）
為花祭家提供服務的少管家，擅長身兼多職，在和他人介紹自己時只說自己是梅子的兒子。
主要工作便是伺候果凜，被果凜稱作「司機＋經紀人＋保鏢＋眼線＋哥哥的替身＋聊友＋錢包拉鍊＋爺＋梅子的兒子」。
多年來一直關照著果凜的成長，深知果凜的付出和被付出，凡事出發點都是為果凜著想。
此處的「哥哥」代指果凜的青梅竹馬──吉祥寺隼人。
野乃原葉夜（配音員：古山貴實子），5月4日出生。
暱稱「小野（のむ）」或「阿野（のんちゃん）」，和果凜，彼方是大學同學。
原本和一蹴一起在「NARAZU~YA」打工，但現在正在花祭家擔任女傭。
和花祭果凜家裡面的少管家「爺（じいや）」好像有一些過往。
經常和身邊的人提及「秘密」有關的話題，但是卻故意以「秘密」為理由賣關子。
擁有「小野空想世界」，看似是一環扣一環的空想扯屁話題（涉嫌超哲學領域），卻又似乎暗藏常人無法察覺到的玄機。
黑須彼方（配音員：村田步），10月28日出生。
和花祭果凜供職於同一家事務所，身為模特的她最近貌似小有成就的樣子，喜歡開著跑車兜風。
經常開自己身邊的人的玩笑（能力不及稻穗信），但是對自己的朋友仍舊能夠提供非常熱心的幫助。
花祭清志朗（配音員：西垣俊作）
果凛的父親，經營貿易，對自己的女兒十分溺愛…同時也將彼方和小野當做自己的女兒一樣疼愛。
花祭香憐（配音員：今瀨未知）
果凛的母親，十分有定性，以致於聽到什麼都只會回應「啊ˊ啦˙啊ˊ啦˙～是嗎是嗎～？」
曾經做過市議員，但是任期已滿，所以引退了。
吉祥寺隼人（配音員：間島淳司）
年輕派實業家，最近剛剛從海外歸來，搬入千羽谷的某座豪華公寓中。
父親是植物學的權威，被委任託管一家大型的研究所。
自己家和花祭家是世交，所以兩家來往頻繁也是常事。
果凛的青梅竹馬，被果凜當做哥哥看待，對果凜頗有照顧之心…
甚至因為「不太放心將果凜就這麼託付給一蹴這樣的搬家工人」而遲遲沒有對被安排到自己身上的訂婚下決心…
不過，到了最後，他對一蹴刮目相看，於是這份懸念終於可以放下了。
鷹司愛華（配音員：石川桃子）
某位知名大學教授的女兒，吉祥寺隼人的預定未婚妻。
因為原本就是雙方長輩擅自定下的婚約，所以二人是在對此完全不知情的情況下長大，直到高中才對此知情。
愛華雖然對隼人一見鍾情，但是這對隼人來講太突然，以致於讓隼人感到很困擾，所以就一直沒有承認…
出於這個原因，隼人一直都稱呼她為「愛華小姐」。
不過，到了劇情的最後，隼人接受了愛華。

## 工作人員
- 主要角色設計：松尾幸廣、輿水隆之

次要角色設計：
- 編劇：

陵祈 ： 林直孝、 たきもとまさし
藤原雅 ： 健部伸明
花祭果凜 ： 大原広行
- 音樂：阿保剛
  - 片頭曲：Drawing Again
作詞、作曲:志倉千代丸、編曲：磯江俊道／歌:村田步
  - 片尾曲：
作詞、作曲：志倉千代丸、編曲：磯江俊道／歌：村田步

## 關聯商品

### CD
- Drawing Again/僕のwish (2006年4月21日)
- Memories Off 〜それから again〜 Audio Collection (2006年4月21日)

全部由5pb.發售、GENEON ENTERTAINMENTより販売。

### 小説
- Memories Off 〜それから again〜 ISBN 4757728034

日暮茶坊作、由ENTERBRAIN發售